# Reichsgrubenwehr-Ehrenzeichen
Das Reichsgrubenwehr-Ehrenzeichen war eine staatliche Auszeichnung des Deutschen Reiches für verdiente Bergleute oder Mitglieder einer Grubenwehr. Es wurde durch Hermann Göring in seiner Eigenschaft als damaliger Reichswirtschaftsminister am 16. November 1936, aufgrund einer Verordnung vom 14. November 1935 gestiftet.

## Geschichte
Am 17. April 1934 stiftete der Preußische Minister für Wirtschaft und Arbeit ein eigenes Erinnerungszeichen (das Gruben-Erinnerungsabzeichen des Freistaates Preußen). Bereits zuvor wurden Grubenwehrmänner für ihre Leistungen in unterschiedlichster Weise in den deutschen Ländern ausgezeichnet. Die Einführung des Reichsgrubenwehr-Ehrenzeichens, das in ganz Deutschland einheitlich durch den Reichswirtschaftsminister verliehen wurde, erfolgte am 13. November 1936. Dieses Ehrenzeichen  hatte zwei Klassen, wobei die I. Klasse üblicherweise als Steckkreuz getragen wurde, die II. Stufe am Band an der Ordensschnalle. Das Abzeichen hatte einen Durchmesser von 50 mm.
Das von Göring gestiftete Reichsgrubenwehr-Ehrenzeichen bestand nur knapp zwei Jahre. Am 30. Januar 1938 wandelte Adolf Hitler die bisher in der Zuständigkeit des Reichswirtschaftsministeriums liegende Auszeichnung in ein "im Namen des Führers" verliehenes Ehrenzeichen mit geändertem Aussehen um. Dieses Grubenwehr-Ehrenzeichen von 1938 trat an die Stelle der bisherigen Auszeichnung und so war ab diesem Zeitpunkt auch die Verleihung des Reichsgrubenwehr-Ehrenzeichens untersagt.

## Sonstiges
Laut Gesetz über Titel, Orden und Ehrenzeichen vom 26. Juli 1957 ist das Tragen der Auszeichnung in der Bundesrepublik Deutschland nur ohne nationalsozialistische Embleme gestattet.